# 6기통 수평 엔진
6기통 수평 엔진(영어: Flat-six engine)은 중앙 크랭크 샤프트의 각 측면에 3개의 실린더가 있는 6기통 피스톤 엔진이다.

## 엔진 밸런스
복서 스타일의 6기통 수평 엔진은 완벽한 1차 및 2차 균형을 가질 수 있다. 다른 6기통 엔진과 마찬가지로 다른 실린더의 파워 스트로크가 겹치면 (4행정 엔진에서 점화 간격이 120도) 실린더 수가 더 적은 유사한 엔진에 비해 동력 전달의 맥동이 감소한다. 또한 박서 구성에서 사용할 때 6기통 수평 엔진에는 4기통 수평 엔진에 있는 로킹 커플이 있다.

## 같이 보기
- V6 엔진